# 11336 Piranesi
11336 Piranesi este un asteroid din centura principală de asteroizi.

## Descriere
11336 Piranesi este un asteroid din centura principală de asteroizi. A fost descoperit pe 14 iulie 1996 la Observatorul La Silla de Eric Walter Elst. Asteroidul prezintă o orbită caracterizată de o semiaxă mare de 2,54 ua, o excentricitate de 0,09 și o înclinație de 2,5° în raport cu ecliptica.